# Chōnan
Chōnan (jap. 長南町 Chōnan-machi) – miasto w Japonii, na wyspie Honsiu, w prefekturze Chiba. Według danych na rok 2020 miejscowość zamieszkiwało 7 198 mieszkańców , a gęstość zaludnienia wyniosła 109,9 os./km².